# Fontaines de Remiremont
La ville de Remiremont (Département des Vosges, France) compte dix-neuf fontaines publiques dont dix ont été distinguées par le ministère de la Culture. Deux d'entre elles datent du XVIIIe siècle et ont fait l'objet d'un classement, huit fontaines du XIXe siècle ont obtenu une inscription au titre des monuments historiques. Plusieurs autres fontaines et jets d'eau ont été aménagés dans les années 1990.
L'office du tourisme municipal a conçu un « Circuit des fontaines » qui permet de les découvrir l'une après l'autre.

## Histoire
À la fin du XVIIIe siècle, la ville possédait déjà trente et une fontaines publiques. Rectangulaires, elles étaient en grès ou en bois.
Dans les années 1828-1830, pendant son premier mandat de maire, Marie Stanislas Hector Bresson (1794-1843), futur député des Vosges, repense entièrement le réseau d'adduction d'eau et dote la ville de nombreuses fontaines.
Cet effort d'urbanisme et la présence de ces fontaines sont remarqués par les voyageurs, comme en témoigne cette description de Remiremont en 1867 : « Régulièrement bâtie, elle est percée de rues bien tracées, où de nombreuses fontaines entretiennent une propreté remarquable. »
Dans les années 1990, sous les mandats de Christian Poncelet qui fut maire de Remiremont de 1983 à 2001, la ville subit d'importantes transformations. En particulier, de nouvelles fontaines et jets d'eau sont installés.
Remiremont – surnommée « la coquette » – valorise aujourd'hui ses fontaines comme autant d'atouts touristiques.

## Description

### Fontaines classées au titre des monuments historiques
Deux fontaines du XVIIIe siècle, de style rocaille, la fontaine d'Amphitrite et la fontaine de Neptune, sont érigées dans l'ancien « Grand Jardin » du chapitre, aujourd'hui attenant au musée Charles-Friry.
Elles font l’objet d’un classement au titre des monuments historiques depuis le 20 décembre 1966.

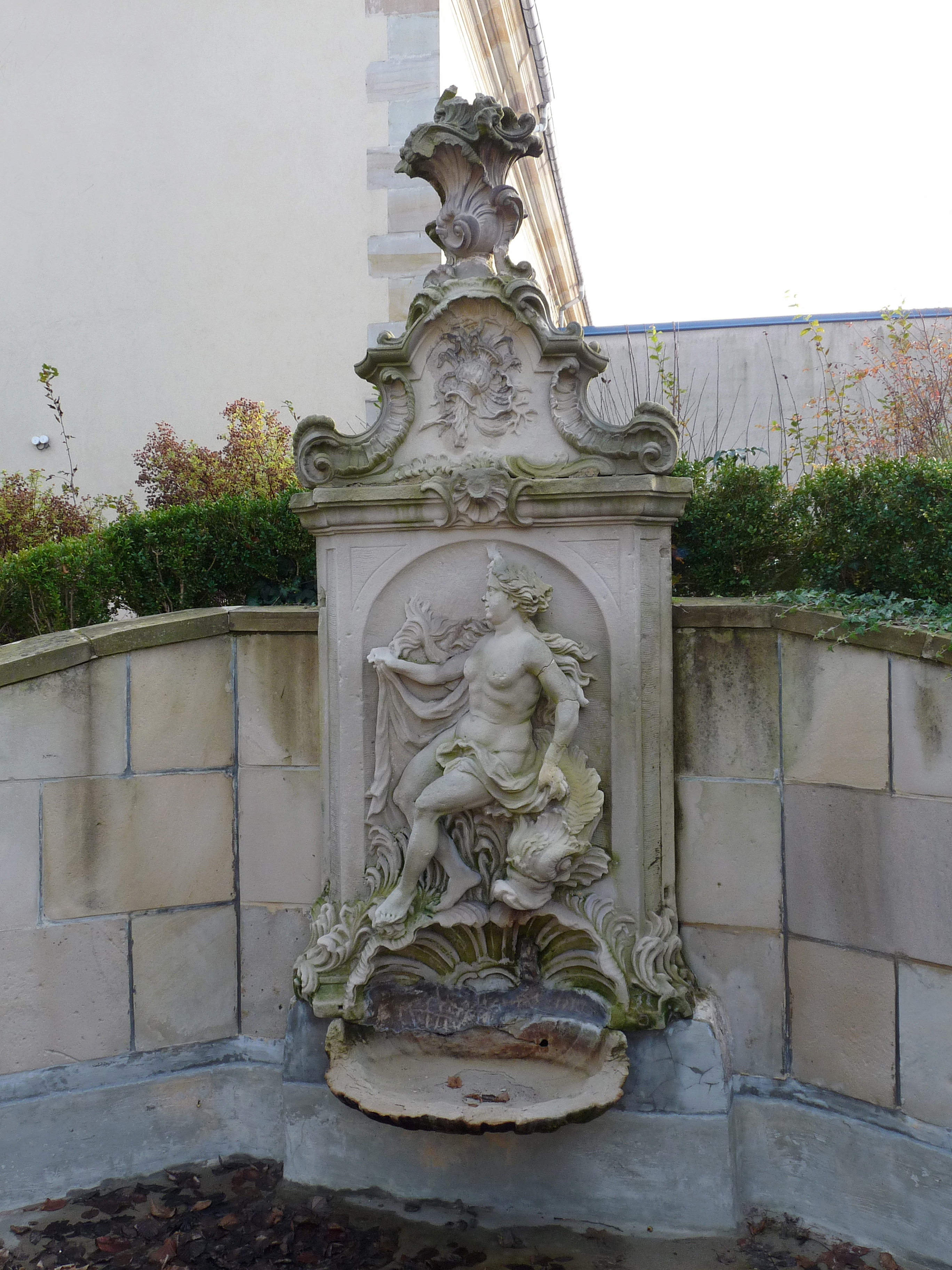
Fontaine d'Amphitrite.
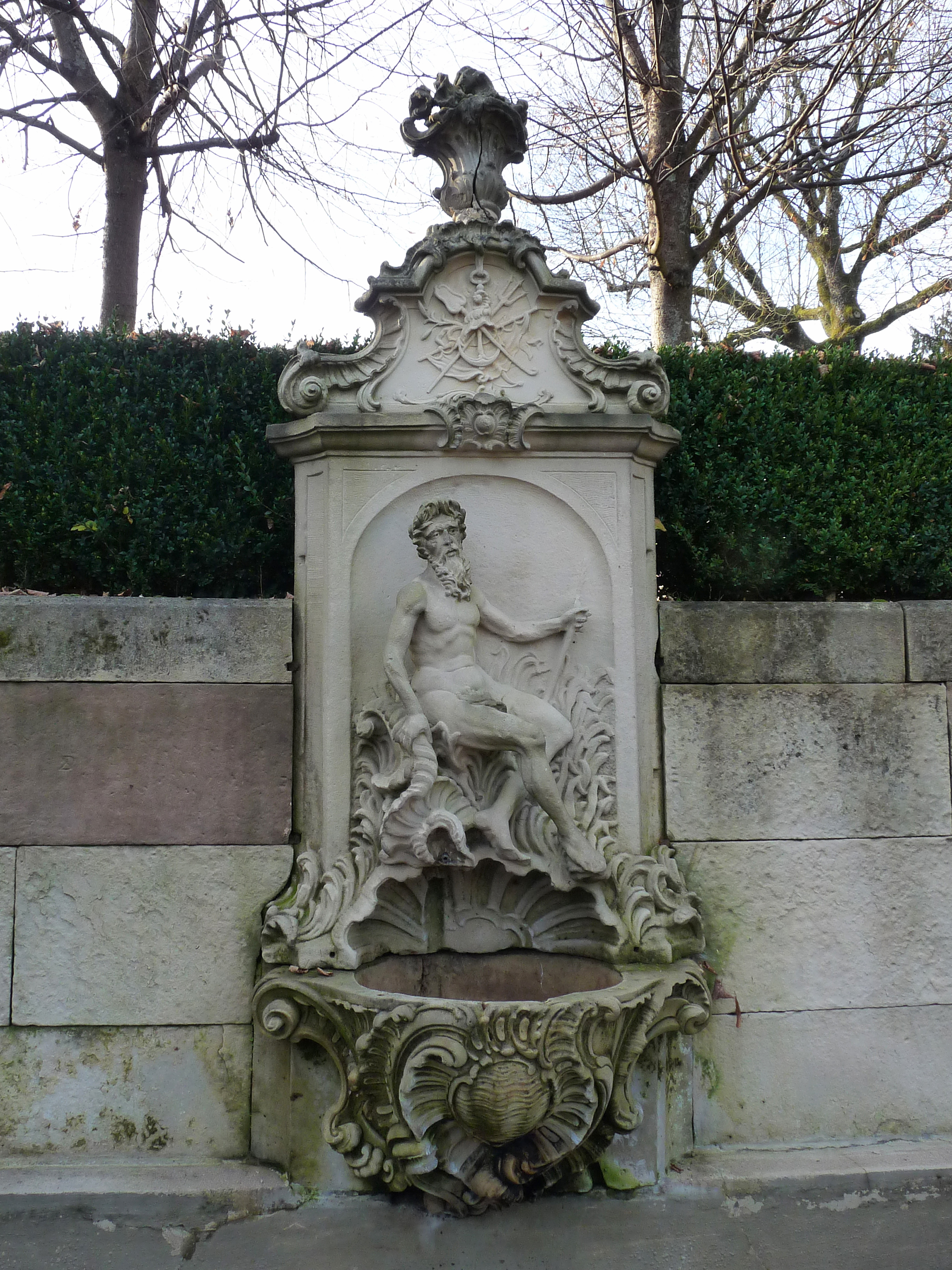
Fontaine de Neptune (mythologie).

### Fontaines inscrites au titre des monuments historiques
La plupart datent de 1828 ou 1829. Elles font l’objet d’une inscription au titre des monuments historiques depuis le 4 avril 1996.
- Fontaine des Dauphins[7] : Également connue sous le nom de « fontaine Marie-Thérèse » ou « fontaine de la Dauphine » ou « fontaine de la Courtine », elle est située sur place de Lattre-de-Tassigny. Construite la première, elle est cependant inaugurée le 10 septembre 1828 par Marie-Thérèse, la duchesse d'Angoulême, fille aînée de Louis XVI et de Marie-Antoinette d'Autriche, qui avait pour habitude de venir prendre les eaux à Plombières-les-Bains[8]. Cette grande fontaine comporte un bassin circulaire en grès, surmonté de trois dauphins crachant de l'eau et de trois vasques. Sur le socle, une plaque rappelle qu'elle est l'œuvre des fonderies Henri Stehelin à Bitschwiller dans le Haut-Rhin[9].
- Fontaine de la place de Mesdames[7] : Construite en 1828, elle se trouve au centre de la place du même nom qui était auparavant la « place du Collège », à proximité de l'ancien palais abbatial. Seule la vasque en fonte a été conservée, le bassin d'origine ayant été refait selon le plan d'origine en 1993[1].
- Fontaine du Jardin des Olives[7] : Érigée en 1828 au centre du jardin enclos situé au sud-est du palais abbatial, elle est aujourd'hui surmontée d'un putto en fonte rehaussé d'attributs dorés soufflant dans une conque également dorée d'où jaillit un filet d'eau. Ce petit personnage remplace une statue de bronze de Denis Foyatier symbolisant les derniers jours d'Herculanum (1898), dont témoignent les cartes postales anciennes[10]. Cette statue a été déposée et fondue sous le régime de Vichy.
- Fontaine de la rue Maucervelle[7] : Également connue sous le nom de « fontaine aux trois cygnes », elle est située au débouché de la rue Maucervelle sur la rue Georges-Lang. Mise en place en 1828, elle a été restaurée en 1999. L'artiste romarimontain Jean Montémont[11] peignit cette fontaine en 1959[12].
- Fontaine de la rue de la Xavée[7] : Localement connue sous le nom de  « fontaine des Travailleurs », elle est implantée à l'intersection de cette rue avec le boulevard Thiers et la rue des Brasseries. La fontaine d'origine, en grès, date de 1828, mais elle a été refaite en 1893, cette fois en granit. La colonne centrale a été endommagée pendant la Seconde Guerre mondiale lors des combats qui ont conduit à la libération de la ville le 23 septembre 1944. La transformation du carrefour en 1987 a nécessité son déplacement vers le  centre du rond-point. Elle a également été légèrement rehaussée à cette occasion.
- Fontaine à deux bassins[7] : Également connue sous le nom de « fontaine de l'Empereur », elle date de 1829 et se trouve sur le trottoir au droit du numéro 113 de la rue Charles-de-Gaulle, près de la place Maxonrupt. Elle est dotée de deux bassins en forme de coquille et surmontée d'une potence de couronnement.
- Fontaine des Capucins[7] : Située au droit du numéro 93 de la rue Charles-de-Gaulle, elle est alimentée par la source des Capucins, laquelle doit son nom au couvent qui se trouvait à proximité. Érigée en 1829, elle faisait partie d'un ensemble de deux fontaines en vis-à-vis, mais la seconde fut sacrifiée en 1878 pour faciliter la circulation[1].
- Fontaine du Cygne[7] : Transférée en 1852 sur la place de la Libération, en bordure de la rue Charles-de-Gaulle, pour remplacer un bassin vétuste, elle se trouvait depuis 1845 devant le no 43 de cette rue. Son bassin principal, en forme de baignoire ovale, est taillé dans un seul bloc de granit bleuté. Il est surmonté d'un cygne en fonte.

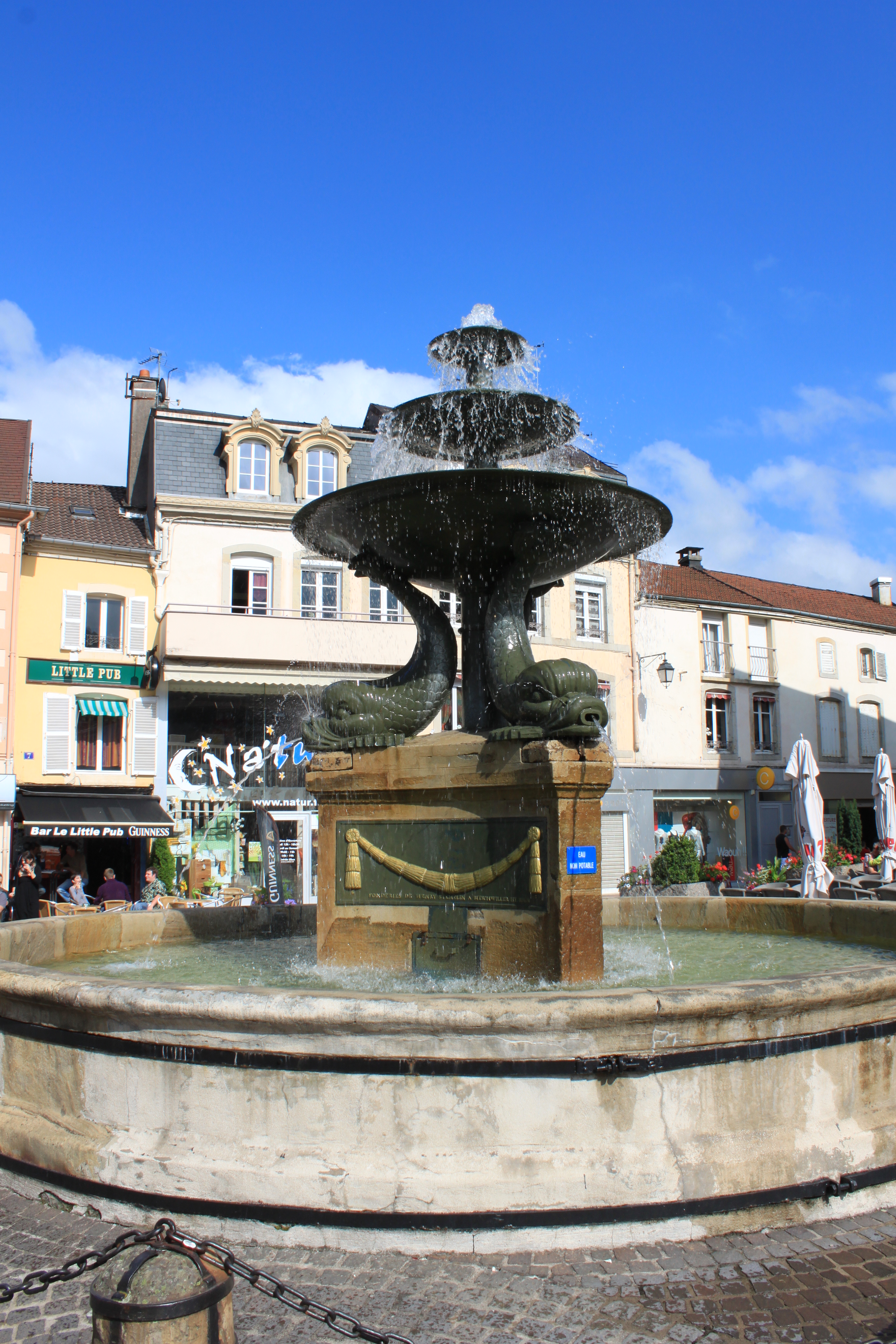
Fontaine des Dauphins.
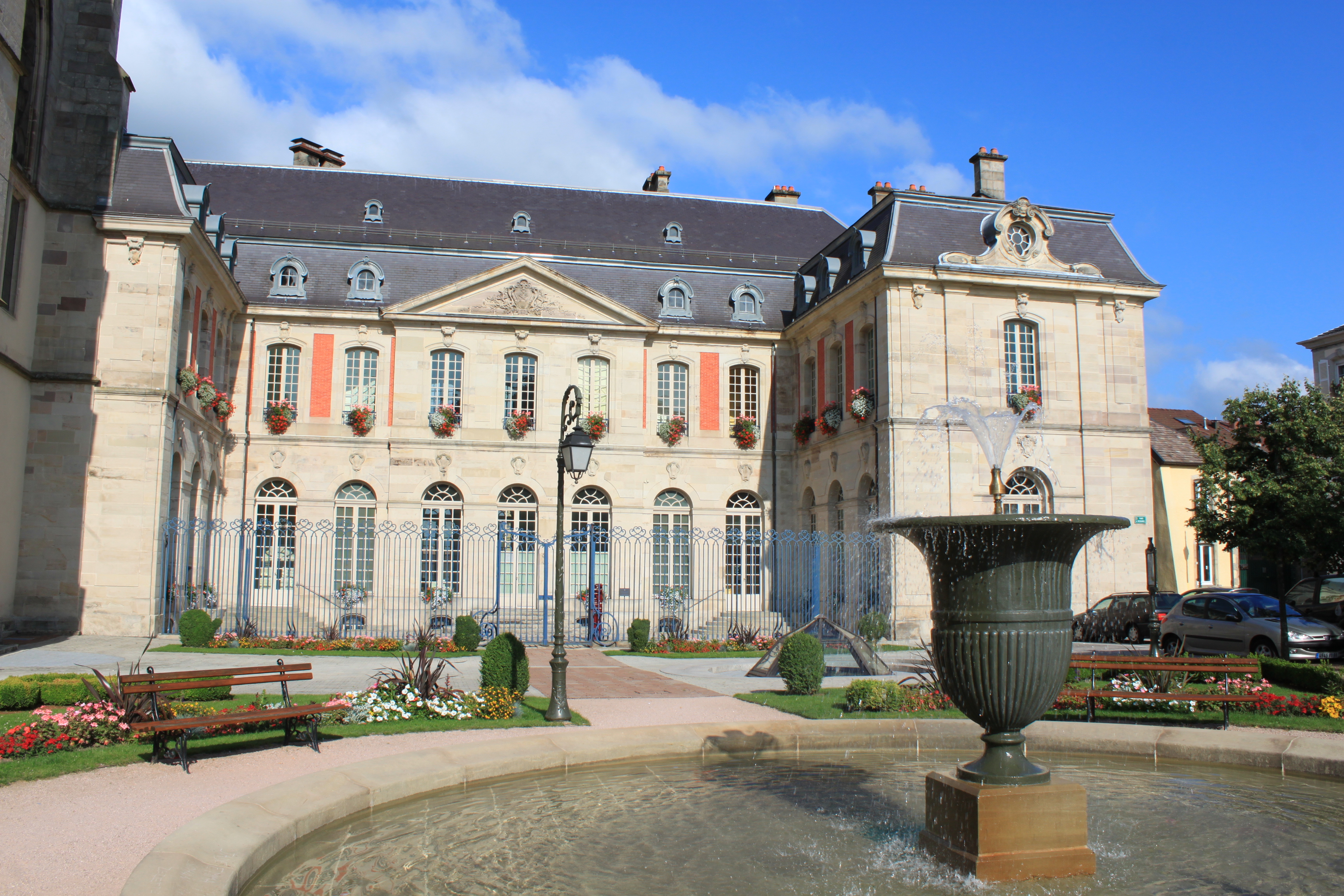
Fontaine de la place de Mesdames.
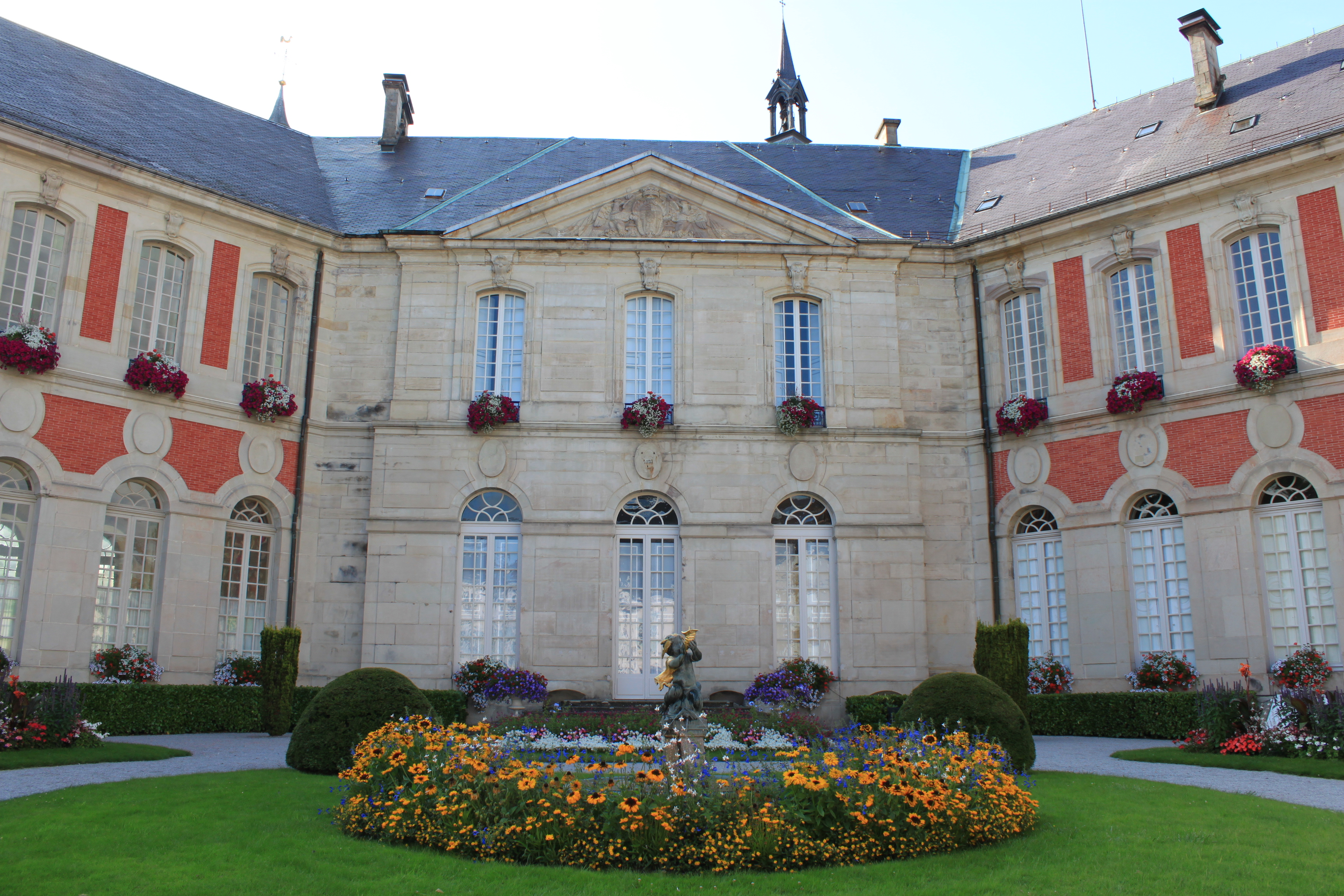
Fontaine du Jardin des Olives.
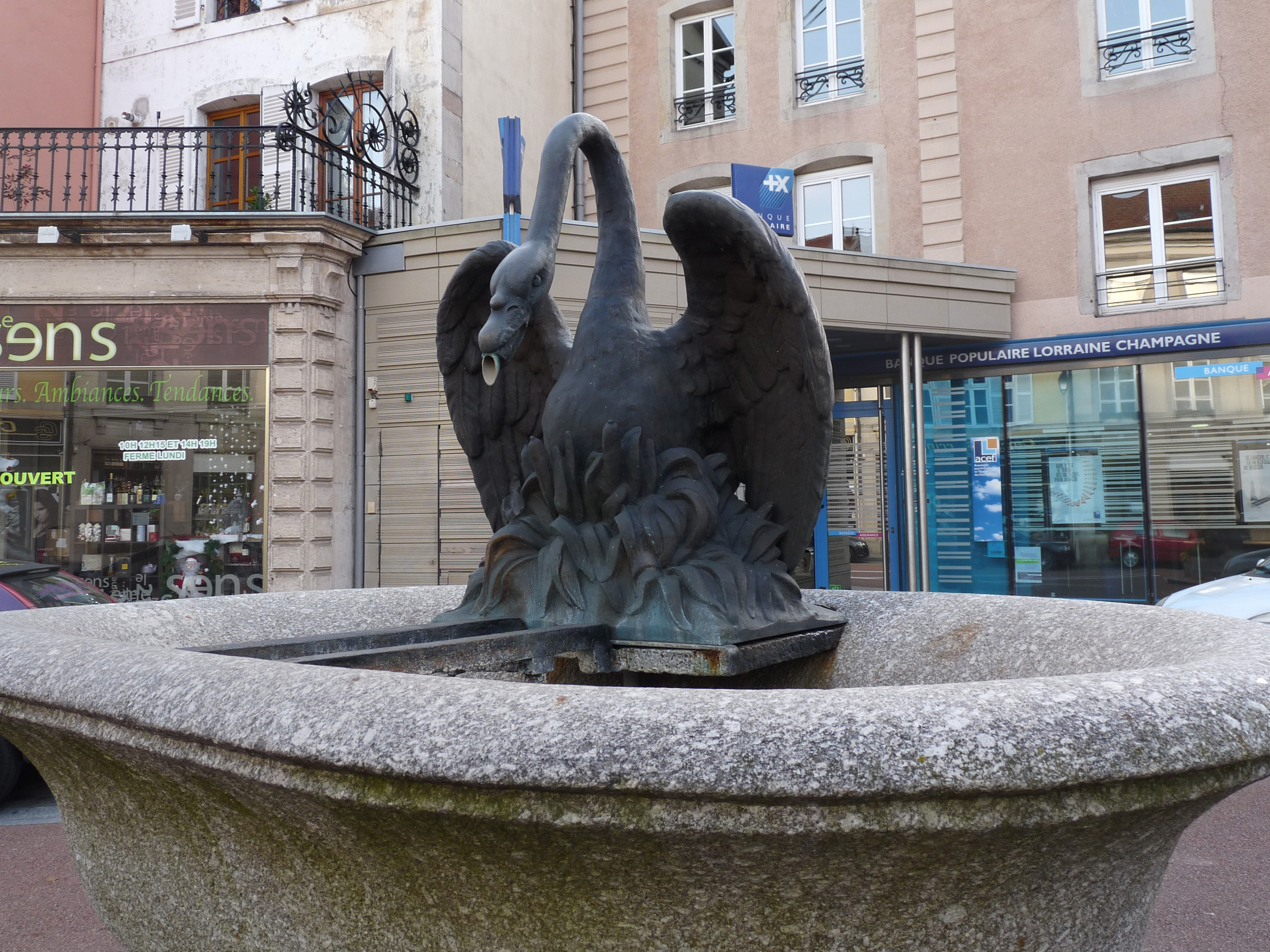
Fontaine du Cygne.

### Autres fontaines, lavoirs et jets d'eau
Quelques points d'eau aménagés en bassins ou lavoirs en liaison avec de petites sources sont assez anciens, mais la plupart des jets d'eau et des œuvres d'art contemporaines ont été mis en place dans les années 1990 .
- Fontaine des Crapauds : située en bordure de la promenade Charles-David, cette fontaine sans bassin date du milieu du XIXe siècle.
- Fontaine de la Chopinette : alimenté par la source du même nom, elle était présente avant les aménagements entrepris par Stanislas Bresson.
- Lavoir du Faubourg d'Alsace : construit en 1936-1937 pour les ouvriers du quartier.
- Fontaine du parvis de l'église : de petits jets intermittents animent le parvis
- Mouvement d'eau de la place de l'Abbaye : aménagé au pied du chevet de l'église à l'occasion du réaménagement de la place en 1990.
- Aquarius, la fontaine de granit : une fontaine surmontée d'une boule de près de 100 kg est installée dans le hall de l'hôtel de ville.
- Jet d'eau de l'éco quartier : roche sculptée avec un mini jet au dessus.
- Bassin d'eau de l'éco quartier : bassin d'eau rectangulaire.
- Fontaine du Palais des Congrès
- Jets d'eau de la place de la Gare : jets d'eau alignés face à une locomotive 030T Corpet-Louvet des Houillères des Cévennes, au moment de la rénovation de la gare en 1992.
- Fontaine de la place Kennedy : sculptée en hélice dans un seul bloc de granit par la graniterie Petitjean de La Bresse, elle a été inaugurée en 1998.

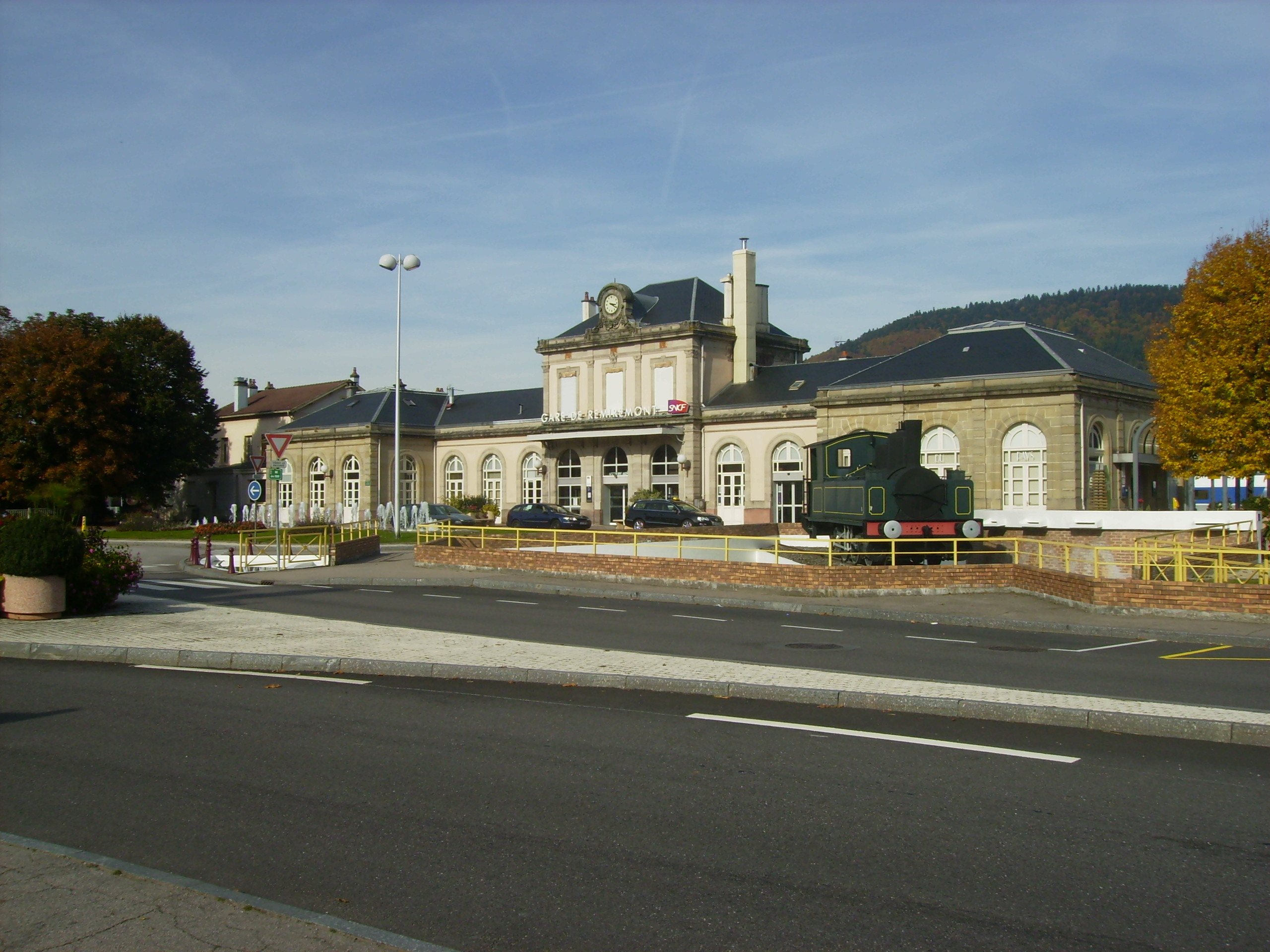
Jets d'eau et locomotive devant la gare.